# Heroine (chanson de Sunmi)
Pour les articles homonymes, voir Héroïne (homonymie).
Singles de Sunmi
Gashina
(2017) Siren
(2018)
Heroine (en coréen : 주인공; RR : Ju-ingong) est une chanson enregistrée par la chanteuse sud-coréenne Sunmi. Elle est parue le 18 janvier 2018 par MakeUs Entertainment et The Black Label, et distribuée par LOEN Entertainment.
Le clip vidéo a été réalisé par Lumpens.

## Performance commerciale

### Listes de fin d’année
| Critique/Publication | Liste                                           | Classement | Réf.  |
| -------------------- | ----------------------------------------------- | ---------- | ----- |
| Billboard            | The 20 Best K-pop Songs of 2018: Critics' Picks | 10         | [ 4 ] |
| PAPER                | PAPER's Top 20 K-Pop Songs of 2018              | 3          | [ 5 ] |
| The Young Folks      | The 20 Best K-Pop Singles of 2018               | 1          | [ 6 ] |

## Controverse
Certains craignent que le titre aurait plagié le premier single de Cheryl, "Fight for This Love", sorti en 2009. L'agence de Sunmi a déclaré qu'elle enquêtait sur le problème. Elle a ensuite conclue en déclarant : "Nous révélons sans équivoque que ‘Heroine’ est à 100% une création originale sans aucune référence avec la chanson qui a été citée dans la controverse",.

## Classements
| Classement (2018)   | Meilleure position |
| ------------------- | ------------------ |
| Corée du Sud (Gaon) | 2                  |

## Distinctions

### Emissions musicales
| Programme              | Date            |
| ---------------------- | --------------- |
| M Countdown (Mnet)     | 25 janvier 2018 |
| Show! Music Core (MBC) | 27 janvier 2018 |
| Inkigayo (SBS)         | 28 janvier 2018 |
| Inkigayo (SBS)         | 4 février 2018  |

### Sources
- (en) Cet article est partiellement ou en totalité issu de l’article de Wikipédia en anglais intitulé « Heroine (Sunmi song) » (voir la liste des auteurs).